# Mohamed Nejib Berriche
Mohamed Nejib Berriche, mort le 2 juillet 2021, est un homme politique tunisien.
Il est secrétaire d'État auprès du ministre de l'Équipement et du Logement, chargé du Logement et du Développement du territoire entre 2006 et 2011, auprès des ministres Samira Khayach Belhaj et Slaheddine Malouche.

## Biographie
Diplômé de l'Institut des hautes études commerciales de Carthage, il intègre l'Agence de réhabilitation et de rénovation urbaine sous la direction d'Ali Chaouch.
Il est nommé en 1991 comme secrétaire général adjoint du comité de coordination du Rassemblement constitutionnel démocratique de La Marsa, chargé des relations avec les organisations et les associations, puis promu secrétaire général du même comité en 1996. Il est élu membre de la Chambre des députés dans la deuxième circonscription de Tunis pour la législature 2004-2009. Durant cette période, il est nommé membre du gouvernement en 2006.
Il est par ailleurs maire de La Marsa.